# Kunija Daini
Kunija Daini (* 12. říjen 1944) je bývalý japonský fotbalista.

## Klubová kariéra
Hrával za Mitsubishi Motors.

## Reprezentační kariéra
Kunija Daini odehrál za japonský národní tým v letech 1972–1976 celkem 44 reprezentačních utkání.

## Statistiky
| Japonsko | Japonsko | Japonsko |
| Roky     | Záp.     | Góly     |
| -------- | -------- | -------- |
| 1972     | 6        | 0        |
| 1973     | 4        | 0        |
| 1974     | 7        | 0        |
| 1975     | 12       | 0        |
| 1976     | 15       | 0        |
| Celkem   | 44       | 0        |